# Jalšovík
Jalšovík es un municipio situado en el distrito de Krupina, en la región de Banská Bystrica, Eslovaquia. Tiene una población estimada, en mayo de 2023, de 179 habitantes.
Está ubicado al oeste de la región, sobre los montes Centrales Eslovacos (Cárpatos occidentales), a poca distancia al sur del río Hron —un afluente izquierdo del Danubio— y al este de la región de Nitra.

## Demografía
| Año        | 1994 | 2004    | 2014    | 2024    |
| ---------- | ---- | ------- | ------- | ------- |
| Población  | 216  | 201     | 193     | 175     |
| Diferencia |      | −6,94 % | −3,98 % | −9,32 % |

| Año        | 2023 | 2024    |
| ---------- | ---- | ------- |
| Población  | 176  | 175     |
| Diferencia |      | −0,56 % |